# Le Palamède
«Паламед» (фр. Le Palamède) — французский шахматный журнал, выходивший в Париже под редакцией Л. Лабурдонне и А. Мери (1836—1839), П. Сент-Амана (1842—1847), П. Журну и В. Мачуского (1864—1865); первое в мире периодическое издание, полностью посвященное шахматам. Назван в честь мифического греческого героя Паламеда, участника Троянской войны, которому приписывалось изобретение ряда игр (шашки, кости), в том числе и шахмат. На титульном листе «Паламед» — слова М. Сервантеса «Жизнь подобна шахматной партии».
Широко освещал шахматную жизнь Франции, а также Великобритании, Германии, Италии и других стран. Наряду с партиями и задачами помещал теоретические статьи, критико-библиографические и исторические материалы, в том числе анализы, письма, относящиеся к жизни и деятельности Ф. А. Филидора, Л. Лабурдонне и других французских шахматистов, различные корреспонденции. Среди них исторический интерес представляют публикации партий матчей Сент-Аман — Стаунтон (1843), корреспонденции о кафе «Режанс» и др. Регулярно публиковал материалы о шахматной жизни России, в том числе статьи о творчестве А. Петрова (1838—1839), о переговорах между шахматными клубами Парижа и Петербурга по вопросу о предполагавшемся матче по переписке, а также ряд статей К. Яниша — «Дебют двух королевских коней» (1842), «Заметки о роли пешек, рассматриваемой как основной принцип шахматной игры» (1844), «Дебют королевских пешек» (1847) и др. Печатал полемические материалы по поводу «варианта Петрова» в королевском гамбите (1844—1847), опубликовал художественный рассказ Петрова «Сцена из жизни шахматных игроков» (1845). Пользовался популярностью в России: его подписчиками были многие шахматисты Петербурга и Москвы; первые 3 номера «Паламеда» сохранились в библиотеке А. С. Пушкина. Сыграл важную роль в популяризации шахмат во Франции, в развитии французско-русских шахматных связей.